# Fischer Sports
Fischer Sports je rakouská firma se sídlem v Ried im Innkreis vyrábějící sportovní vybavení zejména pro zimní sporty, např. lyžování – severské lyžování, alpské lyžování, skoky na lyžích, lední hokej (hokejky), ale také např. pro tenis (tenisové rakety). Výroba je uskutečňována mimo Ried im Innkreis ještě v ukrajinském městě Mukačevo.
Sesterskou firmou je Löffler GmbH (sportovní oblečení).

## Partnerství
Společnost Fischer byla dlouhou dobu partnerem francouzské firmy Salomon, používala její vázání SNS (Salomon Nordic System).
V roce 2007 uzavřela firma Fischer partnerství s norským výrobcem lyžařského vázání Rottefella. Lyžařské boty Fischer jsou adaptovány na vázací systém Rottefelly NNN (New Nordic Norm), který není kompatibilní se SNS.